# Чентемиров, Минас Георгиевич
Мина́с Гео́ргиевич Чентеми́ров (23 февраля 1910 года, аул Урупский, Российская империя — 18 марта 2004, Москва) — советский государственный и хозяйственный деятель. Герой Социалистического Труда (1958).

## Биография
Родился 23 февраля 1910 года в ауле Урупский в семье черкесских армян (черкесогаев). Детство провёл в городе Армавире. В 1929 году окончил среднюю (ныне гимназия № 1) школу.
В 1931 году командируется на учёбу в Ростовский автодорожный институт, который окончил с отличием в 1936 году. Зачислен в аспирантуру и направлен на Дальний Восток, где работал инженером-автостроителем, а в 1938 году возглавил проектный институт по строительству дорог и мостов.
В Великую Отечественную войну в воинском звании лейтенанта, в должности начальника строительства дорог и аэродромов в прифронтовой полосе. За зимнюю подготовку аэродрома для французской эскадрильи «Нормандия — Неман» был награждён первым боевым орденом Красной Звезды. Служил в Польше, Нижнем Новгороде, Брянске, Москве, Ленинграде.
В 1946 году направлен на строительство Новокуйбышевского нефтеперерабатывающего завода. С 1954 по 1956 годы — управляющий строительно-монтажным трестом № 25 в г. Куйбышеве. Впоследствии работал заместителем председателя Куйбышевского и Средне-Волжского Совнархозов, заместителем министра нефтеперерабатывающей промышленности СССР, первым заместителем председателя Госстроя СССР.
Минас Георгиевич Чентемиров стал первым жителем города Новокуйбышевск, награждённым званием Герой Социалистического Труда.

## Награды
- Герой Социалистического Труда (9.08.1958)
- орден Ленина (9.08.1958)
- орден Октябрьской Революции (22.02.1980)[3]
- 2 ордена Трудового Красного Знамени
- 2 ордена Знак Почёта (3.07.1943)
- орден Красной Звезды

### Почётный житель
- Почётный гражданин Новокуйбышевска (1977)
- Почётный гражданин Армавира (февраль 1980)[4]
- Почётный гражданин Норильска (21 июня 1985)[5]

## Научные труды
- Техническое перевооружение и реконструкции действующих предприятий , 64 c. ил. 20 см, М. Знание 1979
- Наука — строителям Сибири и Дальнего Востока / М. Г. Чентемиров, 192 с. ил. 20 см, М. Стройиздат 1980
- Вклад науки в капитальное строительство / М. Г. Чентемиров, 303 с. ил. 20 см, М. Стройиздат 1984